# Mongólia közlekedése
Mongólia közlekedési hálózatát a vasúti, közúti, vízi és légi közlekedés adja.

## Vasúti közlekedés

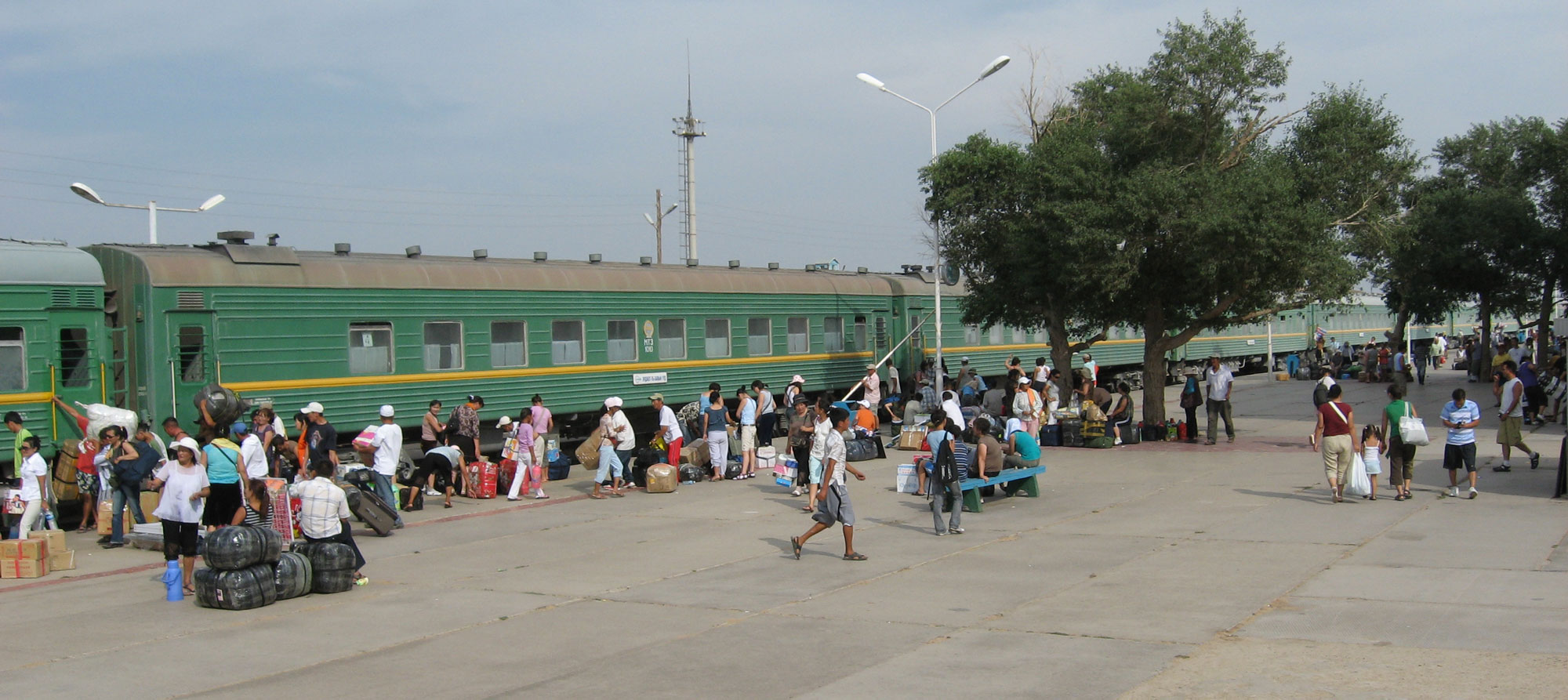
Zamyn-Üüd város vasútállomása, Dornogobi tartományban

Mongólia vasúti közlekedésének gerincét az Oroszországot (Ulan-Ude) Kínával (Peking) összekötő vasútvonal (mely a fővároson, Ulánbátoron is áthalad), valamint az erről a vonalról induló mellékvonalak (a legfontosabb az Erdenetbe vezető vonal) adják. Ezenkívül még egy vasútvonal létezik az országban, amely a kelet-mongóliai Csojbalszan városába vezet Oroszországból. Mongóliában a vasúti nyomtáv 1524 mm, a teljes vasúthálózat hossza 1810 km.

## Közúti közlekedés
Mongólia teljes közúthálózata 49 250 km hosszúságú, melyből 1724 km burkolt, 47 526 km pedig burkolatlan út.

## Vízi közlekedés

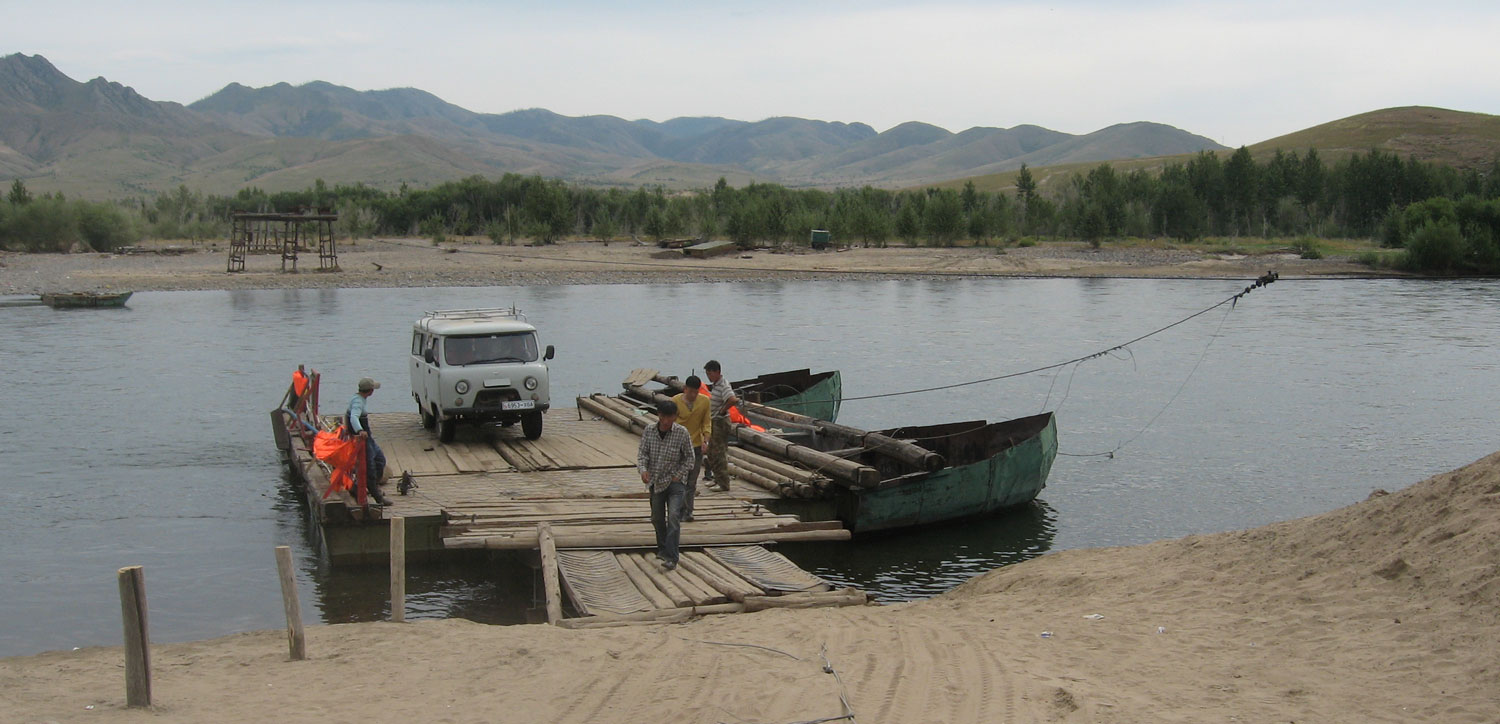
Komp a Szelenge-folyón, Hövszgöl tartományban

Mongólia folyóinak 580 km-es szakasza hajózható. Legjelentősebb folyók a Szelenge (270 km) és az Orhon (175 km), hajóforgalmuk nem jelentős. A tavak és folyók télen általában befagynak, így a hajózhatóság ideje május és szeptember közé esik.

## Légi közlekedés

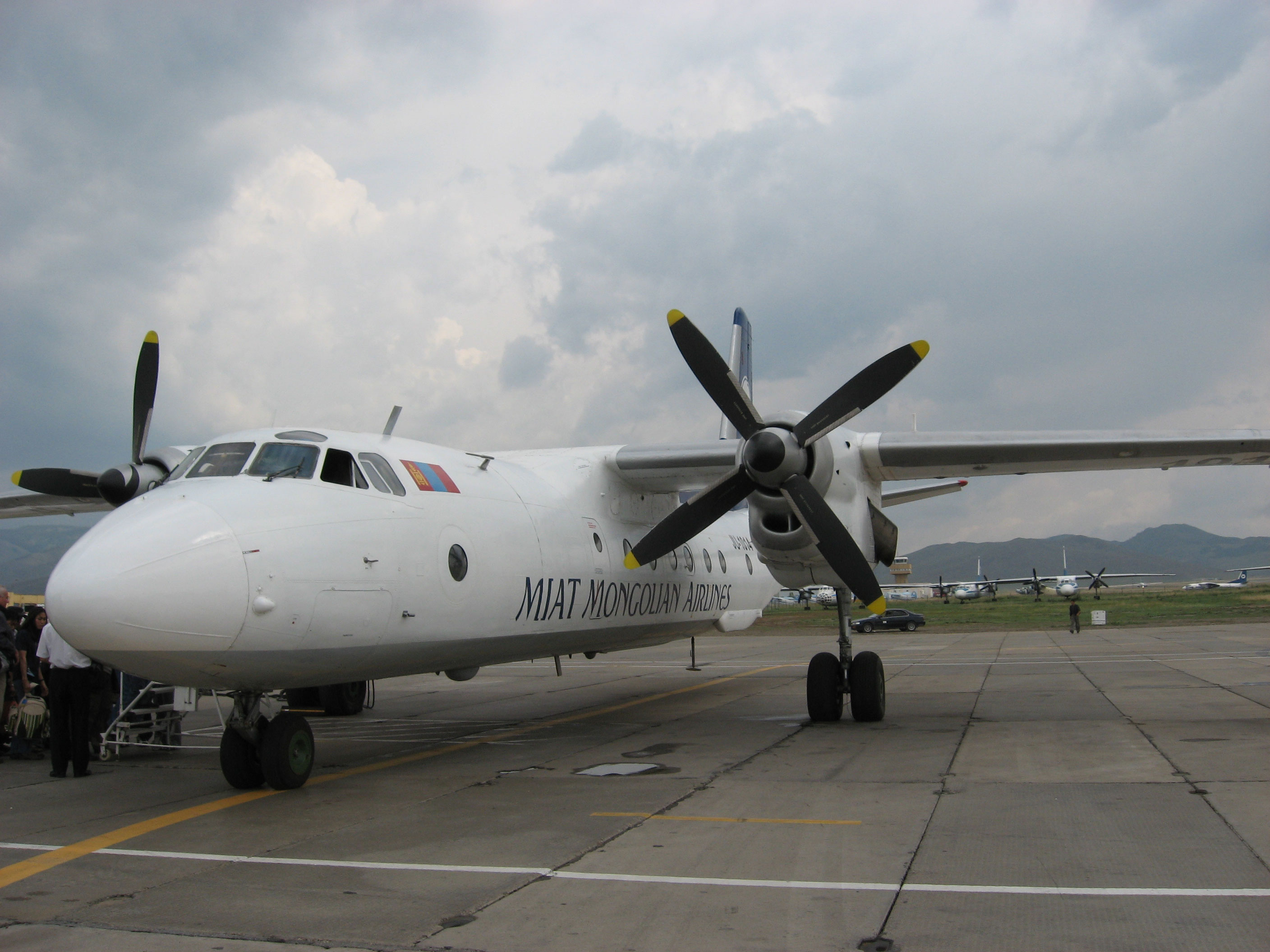
A MIAT mongol légitársaság egy Antonov An–26-os repülőgépe az ulánbátori Dzsingisz Kán nemzetközi repülőtéren

Mongólia légi közlekedését 44 repülőtér bonyolítja le, melyből 12 burkolt, 32 pedig burkolatlan kifutópályával rendelkezik.
Burkolt kifutópályás repülőterek
- 1524 és 2437 méter közötti hosszúsággal: 2 repülőtér.
- 2438 és 3047 méter közötti hosszúsággal: 10 repülőtér.

Burkolatlan kifutópályás repülőterek
- 914 m alatti hosszúsággal: 1 repülőtér.
- 914 és 1523 m közötti hosszúsággal: 2 repülőtér.
- 1524 és 2437 m közötti hosszúsággal: 24 repülőtér.
- 2438 és 3047 m közötti hosszúsággal: 3 repülőtér.
- 3047 m feletti hosszúsággal: 2 repülőtér.

### Mongol légitársaságok
- Aero Mongolia
- Eznis Airways
- Hangard Airlines
- MIAT Mongolian Airlines

## Lásd még
- Mongólia

## Fordítás
- Ez a szócikk részben vagy egészben  a   Transportation in Mongolia című angol Wikipédia-szócikk fordításán alapul.  Az eredeti cikk szerkesztőit annak laptörténete sorolja fel. Ez a jelzés csupán a megfogalmazás eredetét és a szerzői jogokat jelzi, nem szolgál a cikkben szereplő információk forrásmegjelöléseként. alapján készült.